# Markarian 231
Markarian 231 är en kvasar, som med ett avstånd på 581 miljoner ljusår är den närmaste kvasaren till jorden.
Inuti kvasaren antas det finnas två svarta hål. Den inre har en massa på 150 miljoner solar, och den yttre 4 miljoner solar. Det yttre hålet gör ett varv runt det inre på 1,2 år. De kommer att krocka inom några hundratusen år.